# BKN
BKN (acrónimo de bacán) fue una serie de televisión chilena emitida por Mega desde el 6 de marzo de 2004 hasta el 11 de noviembre de 2012, con una longitud de 281 episodios emitidos en 11 temporadas.
Fue una de las series más vistas a nivel nacional, con cuotas superiores a 26 % de audiencia en su segunda temporada, adicionalmente fue emitida por el canal de cable ETC y para todo el mundo por TV Chile.
Debido al éxito los actores principales formaron parte de BKN, la banda, editando discos que fueron éxito en ventas y realizando shows en vivo a lo largo del país, esto acompañado de especiales televisivos y merchandising, con grandes volúmenes de venta.
Finalmente tras ocho años el 11 de noviembre de 2012 se emitió su último episodio, la mayoría de los actores originales ya habían abandonado el elenco y solo continuaban Javier Castillo y Francisco Moore.

## Argumento
La historia empezó narrando las aventuras de un grupo de jóvenes adolescentes; Seba (Javier Castillo), Nacho (Francisco Moore), hermano de Seba; y sus vecinas Gaby (Camila López) y Cata (Constanza Piccoli). A ellos se les suma Claudia (Vanessa Aguilera), hija de la asesora del hogar de Cata, Angelina (Lorena Prada). Los niños deciden crear una banda a la cual denominan BKN. La banda comienza a vivir nuevas experiencias a medida que van creciendo, conociendo nuevos personas y enfrentando los procesos naturales de la adolescencia, como las relaciones amorosas, conflictos entre ellos, situaciones escolares, etc.

## Historia
Mega realizó un casting en 2003 para elegir el elenco de BKN, ya que en el área infantil de Mega se encontraba en peligro. Debido a estas circunstancias, Mega decidió realizar la serie, la cual subió su audiencia por la mañana el primer capítulo, emitido el 6 de marzo de 2004. Su primera temporada contaba con 12 capítulos y fue tanto el éxito de la serie que después se confirmó la segunda temporada, aunque ya en esta temporada se fue unos de sus protagonistas, "Pipe" (Pablo Guerra), quien después sería reemplazado por Max (Justin Page) y por Magda (Catherina Gandolfo).
En la tercera temporada deja la serie "Jota", quien después sería reemplazado por Anto (Paulina Prohaska) Así cada temporada, BKN sacaba un disco con los temas de la serie, mientras eran invitados a los programas del momento como Mekano, Hola Andrea, Siempre contigo, Sábado gigante, entre otros. En la cuarta temporada se integra Pato (Felipe Morales) y Trini (Josefina De la Fuente) los personajes ya eran más maduros y los romances avanzaban, como el de Seba y Claudia, el de Gaby y Max y el de Cata y Pato, en noviembre de 2005 se integra Diego (Maximiliano Valenzuela). El capítulo final de la cuarta temporada (estrenado el 24 de diciembre del 2005) marcó mucho a la producción con la salida de la Cata (Constanza Piccoli), debido que se iba a España y por esa causa, Angelina y su hija Claudia, se tuvieron que ir a vivir a Temuco, después de este episodio se acabaron los capítulos cortos de BKN definitivamente.
En la quinta temporada con el inicio de la serie, relata la operación de la nariz de Seba, y la salida de Cata que en su reemplazo llega Anto, que llegó a vivir a la misma casa de Cata y más tarde ocupó su lugar, así fue que la madre de Seba y Nacho quería comenzar a trabajar y quería contratar una nana, así fue como Nacho y Seba la convencieron que contratara a Angelina, y así fue como ambas volvieron a Santiago. Claudia se sentía feliz por volver a ver a su amado Seba, sin embargo a Antonia le molestaba que ella viviera en la Casa del Seba a pesar de eso es admitida a la Banda de BKN como corista de la banda, los personajes secundario en las temporadas anteriores ahora son personajes principales, desde el inicio de la Serie, Excepto Diego, quien en la temporada 4 fue como el personaje principal potenciando la historia del Nacho desde el último día de clases de la temporada anterior, a contar desde esta temporada se alargaron la cantidad de capítulos por temporadas que son más de 30 capítulos por temporadas (desde la quinta hasta la última) y es debido a la salida de la Cata (Constanza Piccoli), en septiembre de 2006 se integra a la serie Brenda (Vesta Lugg) quien se quedaría hasta la última temporada de BKN.
En la sexta temporada marca con la salida de Claudia (Vanessa Aguilera) debido a que se iba a Maipú con su familia, los personajes seguían creciendo y así con el éxito de esta temporada lanzaron un DVD. y así fue que los ensayos se intensificaron en el capítulo final de la sexta temporada Max se despide definitivamente de la Banda y sus amigos ya que el y su familia se mudarían a los Estados Unidos.
La séptima temporada fue marcada con la muerte de Magda y el accidente de Trini. Claudia se integra al Colegio Pumahue gracias a una beca del Sr. Saavedra, causándole algunos problemas a los chicos en especial a Antonia quien sería su rival, la banda estuvo en peligro de separarse por culpa de Antonia, pero esta última repite de curso recibiendo su merecido. El capítulo final Trini le envía un video al Nacho que ya puede caminar de nuevo, pero esta conoció a alguien más rompiendo su relación para siempre.
La octava temporada con el inicio de la serie, en el verano pasan por distintos escenarios, Seba y sus amigos están en Algarrobo, mientras que el Señor Saavedra con Nacho y sus amigos están de campamento, Marcaría con la salida temporal de Gaby (Camila Lopez), debido a que se iba a España, pero con la salida definitiva de Anto (Paulina Prohaska) y Amanda (Catalina Picarte), siendo sustituidas por María José (María Luisa Colledge) y Cony (Constanza Rojas), 6 meses después regresa Gaby de España pero para su mala suerte su hermana Florencia muere de Hepatitis C por no conseguir donante, en noviembre del 2009 se integra Matías (Matías Gil Boetcher) quien sería el villano principal desde la próxima temporada causando una gran polémica para los fanáticos, en el capítulo final 2 amigas regresan a visitar a Gaby en Navidad, son Cata (Constanza Piccoli) y Anto (Paulina Prohsaka).  
En la novena temporada con el inicio de la serie, relata sobre el paseo del campo, Nacho y Diego tienen una discusión lo cual significaría su ruptura de amistad, pero hicieron las pases, cuando regresaron a clases, conociendo a María Jesús "Jechu" mientras que Martin y María José rompen su noviazgo para siempre, marcando la salida definitiva del Martin Villanueva (Andrés Ortega) jamás volvió a ver a sus amigos ni siquiera a sus primos (Sebastián-Ignacio) ya que tuvo muchos problemas con el Seba, siendo reemplazado por Matías (Matías Gil Boetcher) causando la super indignación de los fanáticos sin embargo la llegada de Jechu sería una nueva amenaza para la banda, en especial a Brenda quien sería su nuevo rival en sustitución de "Lorena" y finalmente se integra "Susanita" en sustitución de Florencia tras su fallecimiento para potenciar la historia de Albertito y Cony, por otra parte Claudia cambia su actitud pasando a antagonista y afectando su relación con sus seres queridos, especialmente con Seba, al final Seba y Claudia se van a la playa pero Seba choca lo que lleva una tragedia al final de la temporada.
En la temporada 10 la banda sale de gira por todo Chile pero con un afectado Seba por el recuerdo de Claudia. Durante la gira ven a Claudia otra vez pero ella perdió la memoria por el accidente. Claudia muere atropellada por salvar al Seba lo que causa un impacto total para la banda y sus familiares. en el capítulo final todos los chicos de la banda se despiden de los Hermanos Villanueva y de Brenda para siempre.
En la temporada 11 los hermanos Villanueva y Brenda organizan un campamento para que los nuevos niños conozcan la naturaleza debido a que Gaby se encuentra en Australia; Mia se encuentra en Buenos Aires, Pato y Matías son los únicos miembros que no se saben nada de ellos. En el capítulo final Seba se muda a Inglaterra debido a que ganó la beca de música.

## Producción
La serie se estrenó por las pantallas de Mega el 6 de marzo de 2004, mostrando una historia sencilla y sin mayores aspiraciones. Sin embargo, la respuesta del público fue positiva y rápidamente se confirmó una segunda temporada, la que llegó a marcar 26 puntos de rating en el capítulo en que la mamá de Seba y Nacho, interpretada por Sandra O'Ryan, debía padecer los efectos del cáncer.
Pese a no tener fines educativos, la serie fue reconocida por el Ministerio de Educación de Chile al emitir sus capítulos con subtítulos en inglés.
Un gran número de actores pasaron por el elenco. La mayoría de ellos eran debutantes como Javier Castillo, Francisco Moore, Camila López, Justin Page, Constanza Piccoli, Vanessa Aguilera, Vesta Lugg, por nombrar sólo a algunos, incluso fue el primer papel de Mayte Rodríguez. Mientras que el elenco adulto estuvo integrado por Fernando Farías, Grimanesa Jiménez, Sandra O'Ryan, Alex Zisis y Alejandra Herrera, Lorena Prada, entre otros.
El éxito de la serie se manifestó en la grabación de discos con canciones que sonaban en la serie y que interpretaban en las presentaciones en vivo, DVD, cuadernos, entre otros. Mientras que en el ambiente televisivo dio origen a series similares como Karkú de Televisión Nacional de Chile, en la que actuaban Raquel Calderón y Constanza Piccoli, y Amango de Canal 13.

## Reparto

### Principales
- Javier Castillo como Sebastián "Seba" Villanueva (T1-T11)
- Vanessa Aguilera como Claudia López (T1-T5, T7-T10)[3]
- Camila López como Gabriela "Gaby" Ferrada (T1-T10)[4]
- Francisco Moore como Ignacio Villanueva (T1-T11)
- Constanza Piccoli como Catalina Valdivieso (T1-T4)[5]
- Alberto Herrera como Juan Pablo Valdés (T1)
- Pablo Guerra como Felipe Zambrano (T1)
- Caterina Gandolfo como Magdalena Sepúlveda (T2-T7)[6]
- Justin Page como Max Valdés (T2-T7)
- Paulina Prohaska como Antonia Larraín (T3-T8)
- Felipe Morales como Patricio Herrera (T4-T9)
- Maximiliano Valenzuela como Diego Valenzuela (T4-T9)
- Josefina de la Fuente como Trinidad de la Fuente (T4-T7)[7]
- Vesta Lugg como Brenda Hilton (T5-T11)[8]

### Recurrentes
- Lorena Prada como Angelina López (T1-T9)
- Camilo Polanco como Francisco Ferrada (T1-T10)
- Alejandra Herrera como Carolina (T1-T5)
- Sandra O'Ryan como Sofía Correa (T2-T5, T8-T10)
- Fernando Farías como Demetrio Saavedra (T1-T11)
- Grimanesa Jiménez como Miss Helga (T2-T8)
- Francisca Marín como Miss Paulina (T2-T10)

## Temporadas
| Intérprete               | Personaje                                  | Temporadas | Temporadas | Temporadas | Temporadas | Temporadas | Temporadas | Temporadas | Temporadas | Temporadas | Temporadas | Temporadas |
| Intérprete               | Personaje                                  | 1          | 2          | 3          | 4          | 5          | 6          | 7          | 8          | 9          | 10         | 11         |
| ------------------------ | ------------------------------------------ | ---------- | ---------- | ---------- | ---------- | ---------- | ---------- | ---------- | ---------- | ---------- | ---------- | ---------- |
| Javier Castillo          | Sebastián Villanueva Correa "Seba"         | Principal  | Principal  | Principal  | Principal  | Principal  | Principal  | Principal  | Principal  | Principal  | Principal  | Principal  |
| Francisco Moore          | Ignacio Villanueva Correa "Nacho"          | Principal  | Principal  | Principal  | Principal  | Principal  | Principal  | Principal  | Principal  | Principal  | Principal  | Principal  |
| Vanessa Aguilera         | Claudia López                              | Principal  | Principal  | Principal  | Principal  | Principal  | Invitada   | Principal  | Principal  | Principal  | Principal  |            |
| Camila López             | Gabriela Anastasia Ferrada "Gaby"          | Principal  | Principal  | Principal  | Principal  | Principal  | Principal  | Principal  | Principal  | Principal  | Principal  |            |
| Constanza Piccoli Molina | Catalina Valdivieso "Cata"                 | Principal  | Principal  | Principal  | Principal  |            |            |            | Invitada   |            |            |            |
| Alberto Herrera          | Juan Pablo "Jota" Valdés                   | Principal  | Recurrente |            |            |            |            |            |            |            |            |            |
| Pablo Guerra             | Felipe Zambrano "Pipe"                     | Principal  |            |            |            |            |            |            |            |            |            |            |
| Lorena Prada             | Angelina López                             | Principal  | Principal  | Principal  | Principal  | Principal  | Principal  | Principal  | Principal  | Principal  |            |            |
| Camilo Polanco           | Francisco Ferrada, papá de Gaby            | Principal  | Principal  | Principal  | Principal  | Principal  | Principal  | Principal  | Principal  | Principal  | Principal  |            |
| Alejandra Herrera        | Carolina, mamá de Gaby                     | Principal  | Principal  | Principal  | Principal  | Principal  |            |            |            |            |            |            |
| Catalina Palacios        | Rocío Valtierra                            | Secundario | Principal  | Recurrente | Recurrente |            |            |            |            |            |            |            |
| Sandra O'Ryan            | Sofía Correa Johnson, mamá de Seba y Nacho |            | Principal  | Principal  | Principal  | Principal  |            |            | Principal  | Principal  | Principal  |            |
| Pía Muñoz                | Manuela Villanueva Correa                  |            | Principal  | Principal  | Principal  | Principal  |            |            | Principal  | Principal  | Principal  |            |
| Alex Zisis               | Gonzalo Villanueva, papá de Seba y Nacho   |            | Principal  | Principal  | Principal  | Principal  |            |            |            |            |            |            |
| Jeannette Moenne-Loccoz  | Sofía, mamá de Cata                        |            | Secundario |            |            |            |            |            |            |            |            |            |
| Marcial Tagle            | Gonzalo, papá de Cata                      |            | Secundario |            |            |            |            |            |            |            |            |            |
| Fernando Farías          | Demetrio "Pelao" Saavedra                  |            | Principal  | Principal  | Principal  | Principal  | Principal  | Principal  | Principal  | Principal  | Principal  | Principal  |
| Grimanesa Jiménez        | Miss Helga                                 |            | Principal  | Principal  | Principal  | Principal  | Principal  | Principal  | Principal  |            |            |            |
| Caterina Gandolfo        | Magdalena Sepúlveda Velasco"Magda"         |            | Secundario | Secundario | Secundario | Secundario | Principal  | Principal  |            |            |            |            |
| María Paz Jauregui       | Fernanda Guerrero Villanueva               |            |            | Secundario | Secundario | Secundario | Secundario |            |            |            |            |            |
| Diego Carrasco           | Guatón Verdugo                             |            | Secundario | Secundario | Secundario | Secundario | Secundario |            |            |            |            |            |
| Mayte Rodríguez          | Francisca Ortega                           |            | Secundario |            |            |            |            |            |            |            |            |            |
| Francisca Marín          | Miss Paulina                               |            |            | Secundario | Secundario | Secundario | Secundario | Secundario | Secundario | Secundario | Secundario |            |
| Rodrigo Román            | Miguel                                     |            |            |            | Principal  | Principal  | Principal  | Principal  |            |            | Invitado   |            |
| Justin Page              | Máximo Valdés "Max"                        |            | Secundario | Principal  | Principal  | Principal  | Principal  | Recurrente |            |            |            |            |
| Paulina Prohaska         | Antonia Guadalupe Larraín "Anto"           |            |            | Secundario | Secundario | Principal  | Principal  | Principal  | Principal  |            |            |            |
| Peggy Cordero †          | Elena, abuela de Catalina                  |            |            | Secundario |            |            |            |            |            |            |            |            |
| Aníbal Reyna             | Roberto, abuelo de Seba y Nacho            |            |            |            |            | Principal  |            |            |            |            |            |            |
| Antonia Amunátegui       | Celeste                                    |            |            |            |            | Secundario |            |            |            |            |            |            |
| Felipe Morales           | Patricio Herrera "Pato"                    |            |            |            | Principal  | Principal  | Principal  | Principal  | Principal  | Principal  | Principal  | Invitado   |
| Maximiliano Valenzuela   | Diego Valenzuela                           |            |            |            | Principal  | Principal  | Principal  | Principal  | Principal  | Principal  |            | Invitado   |
| Josefina de la Fuente    | Trinidad de la Fuente "Trini"              |            |            |            | Secundario | Secundario | Principal  | Principal  |            |            |            |            |
| Florencia Canale         | Florencia Ferrada "Flo"                    |            |            | Secundario | Secundario | Secundario | Secundario | Secundario | Principal  |            |            |            |
| Vesta Lugg-Fournier      | Brenda Hilton                              |            |            |            |            | Principal  | Principal  | Principal  | Principal  | Principal  | Principal  | Principal  |
| Viviana Nunes            | Mamá de Trini                              |            |            |            |            | Secundario | Secundario |            |            |            |            |            |
| Eliana Palermo           | Mamá de Anto                               |            |            |            |            | Principal  | Principal  | Principal  | Principal  |            |            |            |
| Luis Widgorsky, Jr       | Papá de Anto                               |            |            |            |            | Principal  | Principal  | Principal  | Principal  |            |            |            |
| Ximena Peñaloza          | Mamá de Magda                              |            |            |            |            |            | Principal  | Principal  |            |            |            |            |
| Joaquín Rencoret         | Matías, primo de Seba y Nacho              |            |            |            |            |            |            |            |            |            | Secundario |            |
| Andrés Ortega            | Martín Villanueva, primo de Seba y Nacho   |            |            |            |            |            | Secundario | Secundario | Principal  | Principal  |            |            |
| Gonzalo Ledezma          | Profesor                                   |            |            |            |            |            |            |            | Principal  | Principal  | Principal  |            |
| María Jimena Pereyra     | Ella misma                                 |            |            |            |            |            |            |            | Principal  | Principal  | Principal  |            |
| María Luisa Colledge     | María José                                 |            |            |            |            |            |            |            | Principal  | Principal  |            |            |
| Catalina Picarte †       | Amanda                                     |            |            |            |            |            | Principal  | Principal  | Principal  |            |            | Invitada   |
| Andrés Baeza             | Alberto Ignacio Huidobro “Albertito”       |            |            |            |            |            | Principal  | Principal  | Principal  | Principal  |            | Invitado   |
| Constanza Rojas          | Constanza Flores "Cony"                    |            |            |            |            |            |            |            | Principal  | Principal  |            | Invitada   |
| Carolina Morales         | Susana                                     |            |            |            |            |            |            |            |            | Principal  |            |            |
| Gabriela Ernst           | María Jesús Klein "Jechu"                  |            |            |            |            |            |            |            |            | Principal  |            |            |
| Matías Gil               | Matías                                     |            |            |            |            |            |            |            | Principal  | Principal  | Principal  |            |
| Valeska Díaz             | Matilda                                    |            |            |            |            |            |            |            |            |            | Principal  |            |
| María Jesús Lizana       | Mía Larousse                               |            |            |            |            |            |            |            |            |            | Principal  |            |
| Alisson West             | Belén Cancino                              |            |            |            |            |            |            |            |            |            |            | Principal  |
| Mariangela Rates         | Javiera Román "Javi"                       |            |            |            |            |            |            |            |            |            |            | Principal  |
| Vicente Izzo             | Benjamín Aceituno                          |            |            |            |            |            |            |            |            |            |            | Principal  |
| Vicente Aravena          | Mateo Ugarte                               |            |            |            |            |            |            |            |            |            |            | Principal  |
| Aranzazú Fuenzalida      | Ema Hilton                                 |            |            |            |            |            |            |            |            |            |            | Principal  |
| Pablo Samaja             | Pablo                                      |            |            |            |            |            |            |            |            |            |            | Principal  |
| Felipe Álvarez           | Antonio Acevedo                            |            |            |            |            |            |            |            |            |            |            | Invitado   |
| Halasius Bradford        | Gaby                                       |            |            |            | Invitado   |            |            |            |            |            |            |            |

| Temporada | Temporada | Episodios | Episodios | Emisión original     | Emisión original        |
| Temporada | Temporada | Episodios | Episodios | Primera emisión      | Última emisión          |
| --------- | --------- | --------- | --------- | -------------------- | ----------------------- |
|           | 1         | 12        | 12        | 6 de marzo de 2004   | 29 de mayo de 2004      |
|           | 2         | 13        | 13        | 2 de octubre de 2004 | 25 de diciembre de 2004 |
|           | 3         | 18        | 18        | 12 de marzo de 2005  | 9 de julio de 2005      |
|           | 4         | 13        | 13        | 1 de octubre de 2005 | 24 de diciembre de 2005 |
|           | 5         | 28        | 28        | 18 de marzo de 2006  | 23 de diciembre de 2006 |
|           | 6         | 35        | 35        | 24 de marzo de 2007  | 24 de diciembre de 2007 |
|           | 7         | 34        | 34        | 5 de abril de 2008   | 24 de diciembre de 2008 |
|           | 8         | 34        | 34        | 18 de abril de 2009  | 24 de diciembre de 2009 |
|           | 9         | 33        | 33        | 10 de abril de 2010  | 27 de noviembre de 2010 |
|           | 10        | 34        | 34        | 8 de mayo de 2011    | 25 de diciembre de 2011 |
|           | 11        | 27        | 27        | 6 de mayo de 2012    | 11 de noviembre de 2012 |

## BKN Awards
Los BKN Awards fue la premiación que se creó en celebración de los 100 capítulos de la serie.
Todo partió en la gestación de un estelar para festejar la centena de episodios, que finalmente derivó en una convocatoria para que desde todo Chile voten eligiendo a lo mejor de distintos ámbitos nacionales, desde el espectáculo al deporte.
Conformando en total 12 categorías para las cuales se puede emitir sufragio en el sitio www.bkn.cl Archivado el 18 de febrero de 2009 en Wayback Machine.. Llevaban más de 175 mil desde que comenzaron las votaciones.
La entrega de estos premios, fue el 16 de noviembre de 2007. Como recinto fue elegido el Centro Cultural Matucana 100, fue animado por José Miguel Viñuela y entre los invitados hubo figuras como María Elena Swett, Benjamín Vicuña, Marcelo Salas, Cristopher Toselli entre otros. En el show, cantaron Sergio Lagos, Lucybell, Saiko y por supuesto el grupo BKN, anfitrión de la jornada.
Uno de los aspectos llamativos es que BKN compitió directamente, en todas las categorías donde participó, con sus “rivales” generacionales, Amango de Canal 13 y el grupo Six Pack con la serie Karkú de TVN.

## Discografía
| Bandas sonoras - 2004: BKN - 2005: La amistad sigue creciendo (Disco de oro) - 2005: Lo mejor de... / The best of... - 2012: BKN, El Final Álbumes de estudio - 2007: BKN, la banda - 2009: Cambia el mundo | Sencillos - A veces - Bkn que Si, Bkn que no - Es la ola - Nuestra amistad - Nada es lo que crees - Juguemos fuerte - Gracias a ti - Cambia el mundo - Lo que fue - No voy a cambiar |

| «A veces»                                                              | 2004 | 5  | BKN                        |
| «BKN que sí, BKN que no»                                               | 2005 | 90 | La amistad sigue creciendo |
| «Es la ola»                                                            | 2005 | —  | La amistad sigue creciendo |
| «Nuestra amistad»                                                      | 2005 | —  | Lo mejor de BKN            |
| «Nada es lo que crees»                                                 | 2007 | —  | BKN, la banda              |
| «Juguemos fuerte»                                                      | 2007 | —  | BKN, la banda              |
| «Gracias a ti»                                                         | 2007 | —  | BKN, la banda              |
| «Cambia el mundo»                                                      | 2008 | —  | Cambia el mundo            |
| «Lo que fue»                                                           | 2009 | —  | Cambia el mundo            |
| «No voy a cambiar»                                                     | 2009 | —  | Cambia el mundo            |
| "—" significa que la canción no fue lanzada o no apareció en la lista. |      |    |                            |

## Vídeos musicales
| Canción                | Año  | Director     |
| ---------------------- | ---- | ------------ |
| «Nada es lo que crees» | 2008 | Boris Varela |
| «Juguemos fuerte»      | 2008 | Boris Varela |
| «Gracias a ti»         | 2008 | Boris Varela |
| «No voy a cambiar»     | 2009 | Boris Varela |
| «Lo que fue»           | 2009 | Boris Varela |
| «Cambia el mundo»      | 2010 |              |

## Premios y nominaciones
| Año  | Premiación       | Categoría                         | Candidato                         | Resultado |
| ---- | ---------------- | --------------------------------- | --------------------------------- | --------- |
| 2007 | BKN Awards       | Banda musical más bkn             | BKN, la banda                     | Nominados |
| 2007 | BKN Awards       | Actriz joven más bkn              | Camila López                      | Nominada  |
| 2007 | BKN Awards       | Actor joven más bkn               | Javier Castillo                   | Nominado  |
| 2007 | BKN Awards       | Actor joven más bkn               | Justin Page                       | Nominado  |
| 2007 | BKN Awards       | Programa de TV más BKN            | Programa de TV más BKN            | Nominados |
| 2008 | Premios TV Grama | Mejor Serie Juvenil               | Mejor Serie Juvenil               | Ganadores |
| 2008 | Premios TV Grama | Mejor Actor Juvenil               | Javier Castillo                   | Ganador   |
| 2010 | Premio APES      | Mejor Programa Juvenil de TV 2008 | Mejor Programa Juvenil de TV 2008 | Ganadores |
| 2011 | Copihue de Oro   | Programa Infantil o Juvenil       | Programa Infantil o Juvenil       | Nominados |
| 2011 | Premios Fotech   | Mejor serie infantil/juvenil      | Mejor serie infantil/juvenil      | Ganadores |
| 2013 | Premios TV Grama | Mejor Serie Pop                   | Mejor Serie Pop                   | Ganadores |